# Bromskirchen
Bromskirchen é um município da Alemanha, situado no distrito de Waldeck-Frankenberg, no estado de Hesse. Tem 35,23 km² de área, e sua população em 2019 foi estimada em 1.927 habitantes.